# Nicola Caputo
Pour les articles homonymes, voir Caputo.
Nicola Caputo, né le 4 mars 1966 à Teverola en Campanie, est un homme politique italien.